# 郭希安
郭希安（1886年—1977年），字輔仁，陕西省西安府蓝田縣孟村乡姚村人，男，漢族。民國著名碑刻家。奏刀鐫石以嚴謹且迅疾，生动而传神、舒張兼厚重、细致乃精巧著稱，為民國關中刻石第一人。著名書法家馮恕赞其鐫刻技藝曰“指腕齊力，精入毫芒，弄刀如飛，神合古人，冥入無間”。

## 生平
郭希安生于清光绪十二年（1886年），卒于1977年，享年91岁。陝西蓝田孟村鄉姚村人，家中兄妹五人，先生行二。少時喪父，因家貧而未嘗讀書，光绪二十七年（1901年）至西安府学習碑刻技藝，由其宿慧頗髙亦善鉆研，年過弱冠已在業界頗負盛名。 
民國八年（西元1919年），應北洋政府總統徐世昌之邀，赴北京鐫刻徐世昌所臨蘇轼《西樓帖》，幷為徐世昌之弟徐世綱所藏趙孟頫《洞玉經》刻石，共歷時五載。期間結識著名的碑帖鉴定專家馬子雲先生，相交甚厚，解放後馬子雲回陝曾屢次專程探望先生。民國十三年（西元1924年）受書法家馮恕所邀繼續滯留於京，刻《蕴真堂法帖》、《纂懿流光录》两種，共計六十八石。又為馮氏所藏二百馀方端硯、歙硯，刻金文等文字於硯背之上，以及鐫刻其他碑誌，又逾七載之久。此後，相邀刻石者絡繹不絕，耐先生思鄉心切，遂一一婉拒。民國十九年（西元1930年）携眷属返回陝西，鄰西安關中書院置宅安家，繼以鐫刻為業。曾為西安碑林博物舘、大慈恩寺、興教寺、驪山、華山、八仙庵等寺院名胜鐫刻石碑數十件；為宋伯鲁、宋聯奎、于右任、賀伯箴、寇遐、茹欲立等陕西著名書法家所書碑誌刻石數十件。還曾受邀至渭南、咸陽、商洛、榆林、漢中等地刻石，先後共刻碑碣墓誌數百件，名噪三秦，上世纪五十年代後因年邁乃告封刀。
郭希安精湛之技藝，不但深受馮恕、宋聯奎、于右任、宋伯鲁、茹欲立、胡笠僧、张伯英、張寒杉等書家的青睞，且贏得文人學者之好評。當時陝西或書法大家、文人雅士，或仕紳名流、寺觀僧道，凡欲立石者首選郭氏奏刀。
民國十三年（1924年）郭希安在京之時，宋聯奎為媒，同宋氏領养女傭趙氏結為伉儷，共有二子一女，孫子三人，孫女四人，去世前已有一曾孫女，四世同堂。先生一生處世本分，待人寬厚，憐貧惜弱，救困濟難，曾多次接濟佃户。同王尚玺、白廷锡等同行亦和諧相處。封刀之年，喜种花草，操持家事，安享天倫，終年91歲。

## 主要作品年表
| 年 代                                       | 碑刻名稱                         |
| ------------------------------------------- | -------------------------------- |
| 民國四年（西元1915年）                      | 《召伯甘棠圖》                   |
| 民國六年（西元1917年）                      | 《張世英墓誌》                   |
| 民國六年（西元1917年）                      | 《固本堂記并跋》                 |
| 民國六年（西元1917年）                      | 《大龍興寺崇福法師塔銘民國題記》 |
| 民國六年（西元1917年）                      | 《淑貞壙記》                     |
| 民國八年至民國十二年（西元1919年-1923年）   | 《徐世昌臨蘇軾西樓帖》           |
| 民國八年至民國十二年（西元1919年-1923年）   | 《趙松雪洞玉經》                 |
| 民國十一年（西元1922年）                    | 《纂懿流光錄》                   |
| 民國十四年（西元1925年）                    | 《俞傑暨妻史氏合葬誌》           |
| 民國十一年至民國十八年（西元1922年-1929年） | 《蕴真堂帖》                     |
| 民國十一年至民國十八年（西元1922年-1929年） | 《馮恕藏硯銘文》                 |
| 民國十九年（西元1930年）                    | 《澄觀（清涼）和尚塔記》         |
| 民國十九年（西元1930年）                    | 《法順（杜順）和尚塔記》         |
| 民國二十年（西元1931年）                    | 《重修興教塔寺記碑》             |
| 民國二十一年（西元1932年）                  | 《慈恩寺功德碑》                 |
| 民國二十一年（西元1932年）                  | 《重修慈恩寺紀念碑》             |
| 民國二十一年（西元1932年）                  | 《陳養虛墓表》                   |
| 民國二十二年（西元1933年）                  | 《玄奘法師像並贊》               |
| 民國二十二年（西元1933年）                  | 《圓測法師像並贊》               |
| 民國二十二年（西元1933年）                  | 《窺基法師像並贊》               |
| 民國二十二年（西元1933年）                  | 《劉古愚墓表》                   |
| 民國二十三年（西元1934年）                  | 《重修慈恩塔院記》               |
| 民國二十四年（西元1935年）                  | 《桑春榮家傳》                   |
| 民國二十四年（西元1935年）                  | 《趙壽山母曹太夫人墓誌銘》       |
| 民國二十五年（西元1936年）                  | 《趙端甫墓表》                   |
| 民國二十五年（西元1936年）                  | 《趙母曹太夫人墓表》             |
| 民國二十五年（西元1936年）                  | 《周石笙墓誌》                   |
| 民國二十五年（西元1936年）                  | 《頤源詩刻》                     |
| 民國二十七年（西元1938年）                  | 《重修西京萬壽八仙宮碑記》       |
| 民國二十七年（西元1938年）                  | 《于右任書正氣歌》               |
| 民國二十七年（西元1938年）                  | 《牛兆濂墓誌》                   |
| 民國二十八年（西元1939年）                  | 《李雨田墓表》                   |
| 民國二十九年（西元1940年）                  | 《杨仁天墓誌》                   |
| 民國三十年（西元1941年）                    | 《朱子橋墓誌》                   |
| 民國三十二年（西元1943年）                  | 《王陸一墓誌》                   |
| 民國三十二年（西元1943年）                  | 《鄭母陳太夫人墓表》             |
| 民國三十二年（西元1943年）                  | 《無名英烈紀念碑》               |
| 民國三十二年（西元1943年）                  | 《莲宗十三祖印光大师赞像》       |
| 民國三十二年（西元1943年）                  | 《莲宗十三祖印光大师塔铭》       |
| 民國三十三年（西元1944年）                  | 《張定九墓誌》                   |
| 民國三十四年（西元1945年）                  | 《鄧尚賢墓誌》                   |
| 民國三十四年（西元1945年）                  | 《胡景翼墓誌》                   |
| 民國三十四年（西元1945年）                  | 《趙次庭墓誌》                   |
| 民國三十五年（西元1946年）                  | 《韓仲魯紀念碑記》               |
| 民國三十六年（西元1947年）                  | 《潘德丞暨德配張夫人墓誌》       |
| 民國三十六年（西元1947年）                  | 《張孟襄先生墓誌銘》             |
| 民國三十七年（西元1948年）                  | 《高戒忍居士紀念碑》             |
| 民國三十七年（西元1948年）                  | 《楊明甫墓誌》                   |